# Filippo Ferrarini
Filippo Ferrarini (Parma, 7 settembre 1990) è un ex rugbista a 15 italiano.

## Biografia
Filippo nasce a Parma, in Emilia; cresce rugbisticamente nelle giovanili del Noceto, con il quale disputa la prima stagione in Serie A nel 2009-10.
Già Nazionale Under-16 e Under-18, nel 2009 disputa con l'Italia under 20 il Campionato mondiale giovanile e il Sei Nazioni di categoria; nel 2010 disputa nuovamente il Sei Nazioni e vince il Trofeo mondiale giovanile in Russia.
Nella stagione 2010-11 fa parte della neonata franchigia dei Crociati in Eccellenza; la stagione successiva viene ingaggiato daglia Aironi in Pro12. Al termine della stagione gli Aironi si sciolgono, accasandosi alle Zebre, la nuova franchiga federale; nel 2013 viene selezionato nell'Italia A impegnata nella IRB Nations Cup, giocato tre match contro Argentina Jaguares, Russia e Romania.
Disputa quattro stagioni alle Zebre, prima dell'avventura negli Stati Uniti d'America agli Ohio Aviators nel PRO Rugby.
Lo stesso anno, nel 2016, fa ritorno in Italia firmando per il Mogliano e selezionato fra i permit player del Benetton in Pro12; la stagione successiva milita tra le file del Reggio Emilia, prima di accasarsi al Viadana. Dopo tre stagioni con i giallo-neri, nel giugno 2020 lascia l'attività da professionista.